# Euclimacia partita
Euclimacia partita är en insektsart som beskrevs av Günther Enderlein 1910. Euclimacia partita ingår i släktet Euclimacia och familjen fångsländor. Inga underarter finns listade i Catalogue of Life.